# Die Passion (Roman)
Die Passion ist ein Roman der deutschen Schriftstellerin Clara Viebig aus dem Jahr 1925.
Thema des Geschehens ist der Leidensweg dreier Menschen, die an Syphilis erkrankt sind. Im Mittelpunkt stehen die Probleme der Protagonisten, die mit Angst, Ausgrenzung und Einsamkeit kämpfen müssen, sobald ihre Krankheit offenbar wird.

## Handlung
Die Geschichte trägt sich hauptsächlich in Berlin zu.
Neben den zentralen Figuren des Romans, Eva Wilkowski, ihrer Mutter Olga und dem Vater Manfred Berndorff, spielen Evas Onkel Stefan Wilkowski und dessen Ehefrau Ella sowie die Dirne Lene Bumke eine bedeutende Rolle.
Eva kommt mit einer angeborenen Syphilis auf die Welt. Diese Erkrankung hat sie von ihrem Vater Manfred Berndorff ererbt.
Manfred Berndorff wird als ein säumiger Schüler vorgestellt, der es nach mehreren Anläufen nicht geschafft hat, sein Abitur abzulegen. Hierfür ist seine wenig zielstrebige Haltung verantwortlich, andererseits tragen nächtliche Eskapaden nicht zu seiner Gelehrsamkeit bei. Bei einem Bordellbesuch infiziert er sich mit der seinerzeit noch nicht heilbaren Syphilis. Ohne von der Ansteckung zu wissen, macht er Olga Wilkowski, der Tochter seines Zimmerwirtes, den Hof. Diese erhört ihn, teils aus Mitleid, teils aus Zuneigung, nach dem plötzlichen Tod seines Vaters, den über die Eskapaden seines Sohnes der Schlag trifft.
Um sein Abitur abzulegen, zieht Manfred nach Berlin. Dort entdeckt er die ersten Symptome seiner Krankheit. Er versucht alles, um Heilung zu finden, und sucht neben regulären Ärzten auch Quacksalber auf. Die medizinischen Fortschritte der Zeit sind erst so weit, dass an Symptomen, nicht aber an der Ursache kuriert werden kann. Die Angst über die Krankheit lässt den sowieso antriebschwachen jungen Mann in Hilflosigkeit versinken.
Olga, die ein Kind erwartet, reist Manfred in der Hoffnung nach, in ihm eine Stütze zu finden, aber sie wird enttäuscht. Manfred ist über ihr Erscheinen entsetzt, und er verzieht mit unbekannter Adresse. Olga wendet sich an ihren Bruder Stefan und dessen Frau Ella, beide unterstützen sie aber nur halbherzig. Olga bringt ihr Kind bei einer zweifelhaften Hebamme zur Welt. Sie nennt das schwächliche Mädchen Eva.
Obgleich Olga auch mit der Halbweltdame Lene Bumke in Kontakt kommt, bleibt sie das ›anständige Mädchen‹ vom Lande. Benötigt sie anfangs noch Hilfe von ihrem Bruder Stefan, so bringt sie sich bald als geschickte Näherin alleine durchs Leben. Dennoch bleibt bei ihrem Bruder ein Rest von Verachtung gegen sie zurück. Als der Vater stirbt, erlaubt Stefan seiner Schwester nicht, mit ihm zur Trauerfeier zu reisen, da er sich für Olga schämt. Dieser Vorfall verschlechtert das Verhältnis zwischen Bruder und Schwester.
Das Ein und Alles der Mutter ist Eva. Die verwöhnt das Kind, wie es ihre Möglichkeiten nur irgendwie zulassen. Die Ursache von Evas Kränkeln erahnt Olga, als diese einige Wochen in der Charité bleiben muss. Niemand spricht jedoch offen zu ihr, weder die Ärzte noch Manfreds Mutter, die selbst nur weiß, dass ihr Sohn in einer Anstalt dahinsiecht und unter ›Paralyse‹ leidet.
Olga sehnt sich nach einer Zukunft mit einem verständigen Mann, der auch zum Kind gut ist. Die Bekanntschaft mit dem Geiger Hans Blechhammer, der Eva vor dem Ertrinken rettet, gibt ihr neuen Mut. Lässt sich das Verhältnis zwischen Eva und Hans zunächst gut an, so ändert sich dies schlagartig, als das verwöhnte Kind erkennen muss, dass es fortan die Mutter mit dem neuen Mann zu teilen hat. Diese gibt tatsächlich dem Musiker ihr Jawort, nicht zuletzt aus Dankbarkeit über die Rettung Evas. Am Tag der Hochzeit wird Eva krank, und die Mutter wacht die ganze Nacht an ihrem Bett. Der frischgebackene Ehemann wertet dies als Zurücksetzung. Man schweigt und wendet sich allmählich voneinander ab.
Olga fühlt sich in ihren Erwartungen enttäuscht. Sie ahnt, dass Hans ihrem Kind kein sorgender Vater sein wird, und sie sucht nach einem anderen Halt für Eva. Sie bittet ihren Bruder Stefan darum, für Eva immer da zu sein, und spricht bei Frau Lessel, einer wohlhabenden, freundlichen Kundin vor. Diese nimmt das Kind während der Sommerferien auf. Eva genießt die Ferien, aber nun werden ihr die ärmlichen Verhältnisse der eigenen Familie erst richtig bewusst. Zu allem Unheil wird Olga krank und stirbt an Diphtheritis.
Nun beginnt für Eva eine wahre Odyssee durch verschiedene Haushalte. Hans Blechhammer, der ein Engagement nach Südamerika annimmt, kümmert sich nicht um die mittlerweile 14-Jährige, und sie wird zunächst vom Tante und Onkel aufgenommen. Dort muss sie harte Hausarbeit verrichten. Ein Schwächeanfall führt zur erneuten Einweisung Evas in die Charité, wo man sie mit Quecksilber therapiert.
Eva beginnt, bei ihrer Cousine als Betreuerin von deren behindertem Kind zu arbeiten; diese Tätigkeit ist aber für sie zu schwer. Sie soll sich, auf Frau Lessels Vermittlung hin, in einem Diakonissenheim erholen, aber sie verträgt die karge Kost des armseligen Hauses nicht und bedient sich aus Hunger an der Milchkanne. Als sie es nicht mehr aushält, kehrt sie nach Berlin zurück und schwindelt, im Heim seien ansteckende Krankheiten ausgebrochen. Zunächst wird Eva in den Haushalt einer freundlichen Frau aufgenommen, die sich um verlassene Kinder kümmert. Dort fühlt sie sich zwar wohl, aber als ihr Vetter Albert Evas Zuneigung zurückweist, beschließt sie, sich das Leben zu nehmen. Sie stürzt sich aus dem Fenster.
Ein erneuter Aufenthalt Evas in der Charité ist notwendig. Dort erfährt sie, dass sie an ererbter Syphilis leidet, jedoch die Erkrankung nicht ansteckend ist. Nach dieser Nachricht verliert Eva beinahe den Lebenswillen. Zu allem Unglück fliegt der Schwindel über ihre Heimkehr aus dem Diakonissenheim auf. Diese Notlügen und andere Vorfälle bringen sie in Verruf.
Bei der Arbeit in einem Kinderheim veruntreut Eva das ihr anvertraute Haushaltsgeld, was zur Entlassung führt. Eva wendet sich an Lene Bumke, die einstige Freundin der Mutter. Bei dieser findet sie Aufnahme und Zuwendung. Als Lene ihren kranken Mann in einer Anstalt für Paralysekranke besucht, trifft Eva zufällig auf ihren kranken Vater, ohne aber zu ahnen, wer die siechende Person vor ihr ist. Eva verlässt Lene, als sie bemerkt, dass diese Pläne hat, sie zur Dirne zu machen.
Im Haushalt eines Apothekerehepaars findet Eva Arbeit, aber sie lebt in permanenter Angst vor der Enthüllung ihrer Krankheit. Tatsächlich wird sie mit heftigen Vorwürfen entlassen, sobald dies bekannt wird. Nach einem weiteren Aufenthalt in der Charité hofft sie, bei einer Familie mit Sophie, deren buckeligen Tochter, eine neue Heimat zu finden, weil sie sich mit Sophie verbunden fühlt. Diese wendet sich aber rasch von ihr ab, als Eva ihre Krankheit offenbart. Eva selbst zieht die Konsequenzen und kündigt.
Die Erfahrung, selbst von anderen Kranken ausgegrenzt zu werden, lässt Eva verzweifeln. Eine Hoffnung auf Heilung sieht sie nicht mehr. Erneut findet sie Arbeit im Haushalt eines gelähmten Barons, aber auch hier wird sie sofort nach dem Offenbarwerden ihrer Krankheit mit harschen Vorwürfen gekündigt.
Der Gedanke an Selbstmord wird wieder häufiger, doch eine weitere Stelle gibt ihr Halt. Aber als sie diese zu verlieren droht, dreht Eva den Gashahn auf und wird von ihrer irdischen Qual erlöst.

## Interpretationsansätze
Die ›Passion‹ trägt, mit der Thematik der Vererbung einer Krankheit, Züge eines naturalistischen literarischen Experiments im Sinne von Hippolyte Taines Theorie der Vererbung. Hierauf verweist, abgesehen von der vererbten Krankheit, die Darstellung des Vaters Berndorff, dessen Zeichnung einige Jugendsünden andeutet, die später auch der Sohn begeht und denen er letztlich zum Opfer fällt.
Hauptsächlich beleuchtet Clara Viebig den Umgang der Menschen mit der Krankheit aus sozialer und psychologischer Perspektive. Von Bedeutung ist der Aspekt der Angst vor der Krankheit, der Hoffnung auf Heilung, der Vereinsamung und der gleichzeitigen Suche nach Geborgenheit auf der Seite der Betroffenen, während die Umwelt die Krankheit als Schande sieht und ihr Verhalten abweisend oder von Unsicherheiten im Umgang mit den erkrankten Personen geprägt ist.
Ein weiterer Aspekt ist die Problematik der alleinerziehenden Mutter, deren Symbiose mit dem Kind durch das Hinzutreten eines neuen Partners verändert wird.

## Ausgaben
- Clara Viebig: Die Passion. Deutsche Verlags-Anstalt, Stuttgart 1926.
- Clara Viebig, Christel Aretz (Hrsg.), Ina Braun (Hrsg.): Die Passion. mit einem Nachwort von Ina Braun, Bautz, Nordhausen 2012, ISBN 978-3-88309-739-8.